# 中国艺术节
中国艺术节是中華人民共和國一個與文化、艺术有關的主題活動，基本上每三年举行一届，每届为期15至20天。1987年秋，北京举办了首届中国艺术节，首屆艺术节共安排了180场表演。之后，中国艺术节相繼在云南、甘肃、四川、江苏、浙江等地举办。